# Krokrom
Krokrom est une localité dans le Sud de la Côte d'Ivoire dans la région des Grands-Ponts. Krokrom est un village côtière et rattaché à la sous-préfecture d'Ebonou. 